# Dead or Alive (banda)
Dead or Alive foi uma banda de new wave de Liverpool, Inglaterra. O grupo teve auge na década de 1980, com dois singles de sucesso nos Estados Unidos, sete singles Top 40 no Reino Unido e três álbuns Top 30 no Reino Unido. Foi o primeiro grupo produzido pela equipe de produtores Stock Aitken Waterman a terem um single no topo das paradas de sucesso. A banda - que era formada por Pete Burns (vocalista), Wayne Hussey (guitarrista e compositor), Mike Percy (baixista), Steve Coy (baterista), Timothy Lever (vários instrumentos) e Jason Alburey (tecladista) - lançou onze álbuns e tornou-se popular em diversos países da Europa e no Japão.
Dois singles do grupo atingiram o Top 20 na Billboard Hot 100: "You Spin Me Round (Like a Record)" (# 11, em 1985) e "Brand New Lover" (# 15 em 1986). "You Spin Me Round (Like a Record)" esteve na tabela musical britânica em 1985, em 2003 e novamente em 2006, quando Pete Burns participou da edição do programa de televisão Celebrity Big Brother. Este último single também se tornou o primeiro de dois singles no topo da Billboard Hot Dance Club Play.
Até 2017, o Dead or Alive já havia vendido 30 milhões de álbuns e 28 milhões de singles ao redor do mundo. A banda foi descontinuada após a morte de Pete Burns em 2016.